# Pinus jeffreyi
El pi de Jeffrey (Pinus jeffreyi) és una espècie de conífera de la família Pinaceae nadiua de l'oest d'Amèrica del Nord relacionada amb el Pinus ponderosa. Rep aquest nom en honor del botànic John Jeffrey.

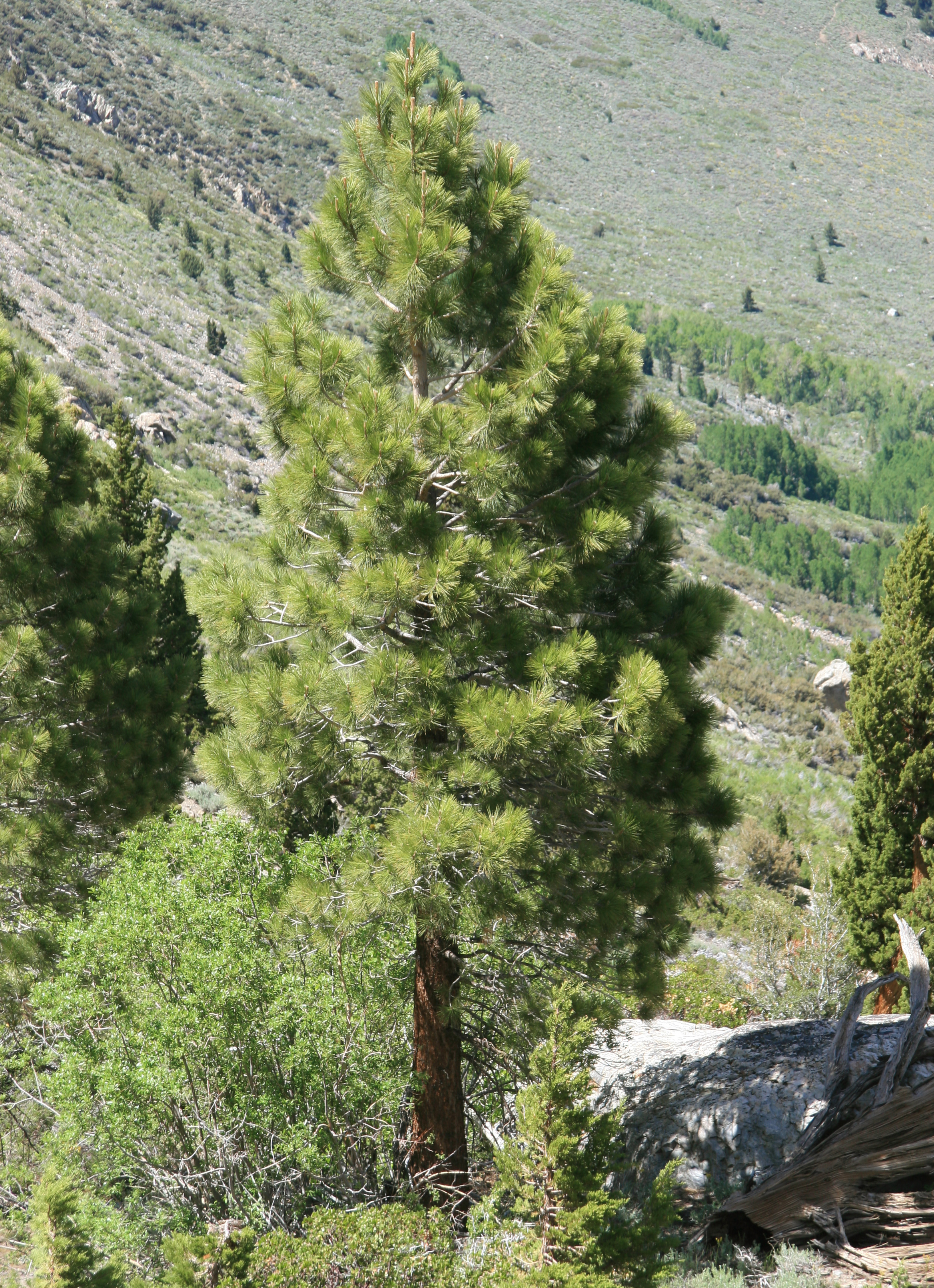
Vista d'un pi jove

## Distribució i hàbitat
La seva distribució va des del sud-oest d'Oregon cap al sud, a través de gran part de Califòrnia fins al nord de Baixa Califòrnia a Mèxic. Creix a grans altituds entre 1.500 i 2.900 m.

## Descripció
El pi de Jeffrey arriba a fer 25-40 metres d'alt, de vegades fins als 53 m, però creix menys quan assoleix el límit arbori. Les fulles són en fascicles de 3. Les seves pinyes tenen una llargada de 12 a 24 cm.
Les seves fulles són glauques d'un verd més brillant que els del Pinus ponderosa amb les llavors més grosses. El pi de Jeffrey també es diferencia del Pinus ponderosa per la seva aromàtica resina; en comparació amb l'olor de trementina del pi ponderosa.
El pi de Jeffrey tolera el sol de serpentina.

## Usos
L'excepcional puresa de l'heptà que es destil·la de la seva resina fa que sigui la referència del punt zero de l'octanatge de la gasolina.

## Sinònims
- Pinus deflexa Torr.
- Pinus jeffreyana Loudon
- Pinus malletii Mottet
- Pinus peninsularis (Lemmon) Lemmon
- Pinus ponderosa subsp. jeffreyi (A.Murray bis) A.E.Murray
- Pinus ponderosa var. jeffreyi (A.Murray bis) Vasey
- Pinus ponderosa subsp. jeffreyi (Balf.) Engelm.
- Pinus ponderosa var. malletii (Mottet) Beissn.[4][5]

## Galeria

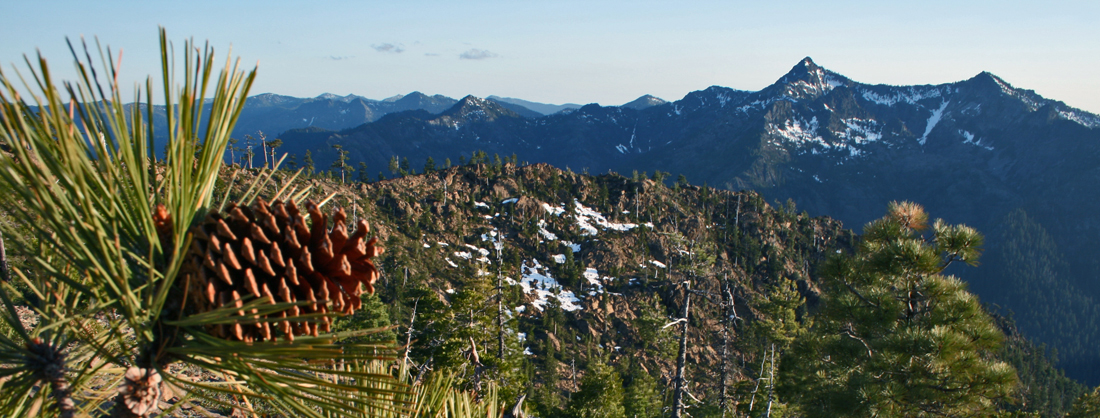
Pi de Jeffrey a les Muntanyes Siskiyou del .
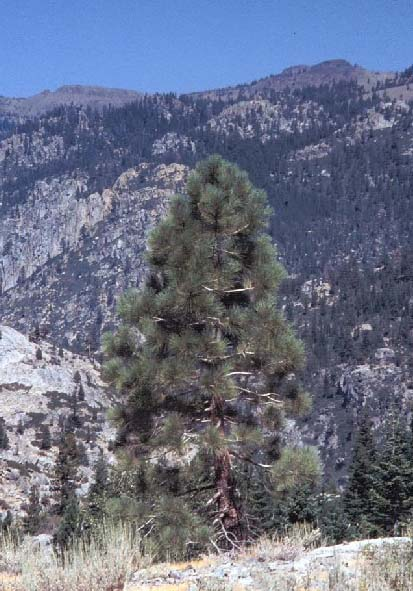
Joven pino de Jeffrey en Stanislaus National Forest, Califòrnia.